# Вебер, Оливье
Оливье Вебер (фр. Olivier Weber; род. 12 июня 1958, Монлюсон, Франция) — французский писатель, военный корреспондент.

## Биография
Оливье Вебер — французский писатель, звезда мировой журналистики, пожалуй, самый известный военный корреспондент, который в течение 25 лет освещал практически все военные конфликты, в том числе в Центральной Азии, Америке, Африке, на Ближнем Востоке и в Ираке, защитник прав человека, посол Франции в ООН.  Вебер обладатель многих престижных национальных и международных наград  в области литературы и журналистики, в частности за свои рассказы об Афганистане и за его книги о войне. 25 его романов и книг переведены на все основные мировые языки (кажется, кроме русского). Преподает в Институте политических исследований Парижа, является президентом премии Джозефа Кесселя.
Организатор и участник  многих гуманитарных миссий в Центральной Азии и Афганистане Оливье Вебер известен своей правозащитной деятельностью, особенно в борьбе против торговли людьми. Публикация его книги о детском рабстве в Судане после тайной поездки на юг страны привела к  международному расследованию ООН в Хартуме.
С 2003 по 2006 год он является членом COAHU (Совета по ориентации чрезвычайных гуманитарных действий) при  Министерстве иностранных дел Франции.
В 2004-2005 годах организует научную и культурную миссию Юнеско  «На Шелковом Пути» в результате которой был создан ряд документальных фильмов и в частности фильм «В поисках утраченных сокровищ Афганистана».
С 2005 по 2007 год является членом  редакционной комиссии журнала Humanitair, создает документарный фильм фильм  «Война и здоровье» и публикует книгу «Гуманитарные деятели».
Организатор симпозиума «Человечество в опасности» в Институте политических исследований в декабре 2006 года, вместе с Роном Брауманом публикует книгу «Критика гуманитарного разума» - справочник о новых направлениях гуманитарной деятельности на международной сцене.
В 2005 году он стал директором, а затем вице-президентом AMI (Международной медицинской помощи), но в июне 2008 года уходит от административной деятельности, чтобы снова посвятить себя литературе и журналистике.
В 2013 году на канале France Culture запускает программу «Писатели на войне» героями которой стали Эрнест Хемингуэй, Джек Лондон, Джозеф Кессель, Джон Стейнбек и Вассилий Гроссман. Пишет биографии Джозефа Конрада, Джозефа Кесселя, Люсьена Бодара, Эллы Майарт и Джека Лондона.
В 2014, 2015 и 2017 годах с гуманитарными миссиями вновь возвращается в Ирак и Курдистан.